# За містком (заповідне урочище)
За містком — заповідне урочище місцевого значення. Об'єкт розташований на території Городенківського району Івано-Франківської області, село Дубки.
Площа — 4,2000 га, статус отриманий у 1983 році.